# Leila Lassouani
Leila Françoise Lassouani (* 29. Juli 1977 in Frankreich) ist eine algerisch-französische Gewichtheberin.

## Karriere
Leila Lassouani nahm für Algerien an den Olympischen Sommerspielen 2008 teil, wobei sie den Wettbewerb nicht beenden konnte. Sie nahm auch an den Olympischen Sommerspielen 2000 und Olympischen Sommerspielen 2004 teil, wobei sie 2000 den 14. Platz in der Kategorie bis 58 kg und 2004 den siebten Platz in der Kategorie bis 63 kg belegte. Sie gewann zwei Goldmedaillen bei den Afrikameisterschaften 2006 und 2008 mit 205 kg.
Danach trat sie für Frankreich an. Bei den Europameisterschaften 2010 wurde sie Achte. Bei den Weltmeisterschaften im selben Jahr wurde sie bei der Dopingkontrolle positiv getestet und für zwei Jahre gesperrt.